# Roncadello (Dovera)
Roncadello (Runcadèl in dialetto cremasco) è una frazione del comune lombardo di Dovera posta ad ovest del centro abitato, verso Boffalora d'Adda (LO).

## Storia

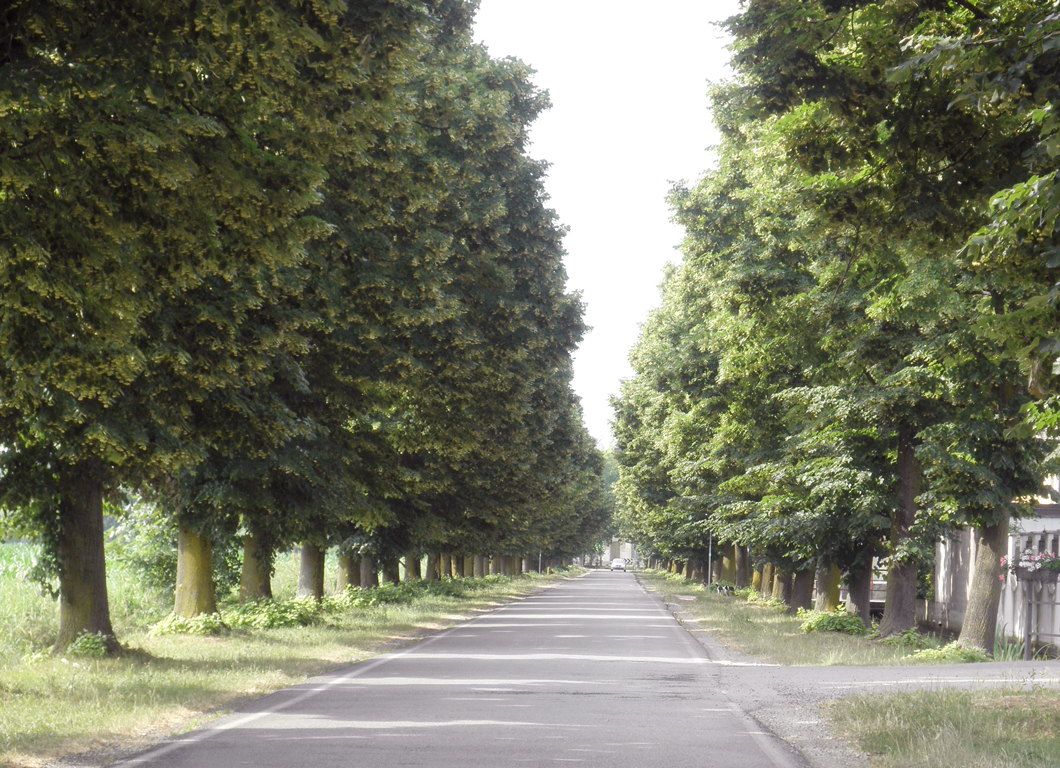
Roncadello, viale dei tigli

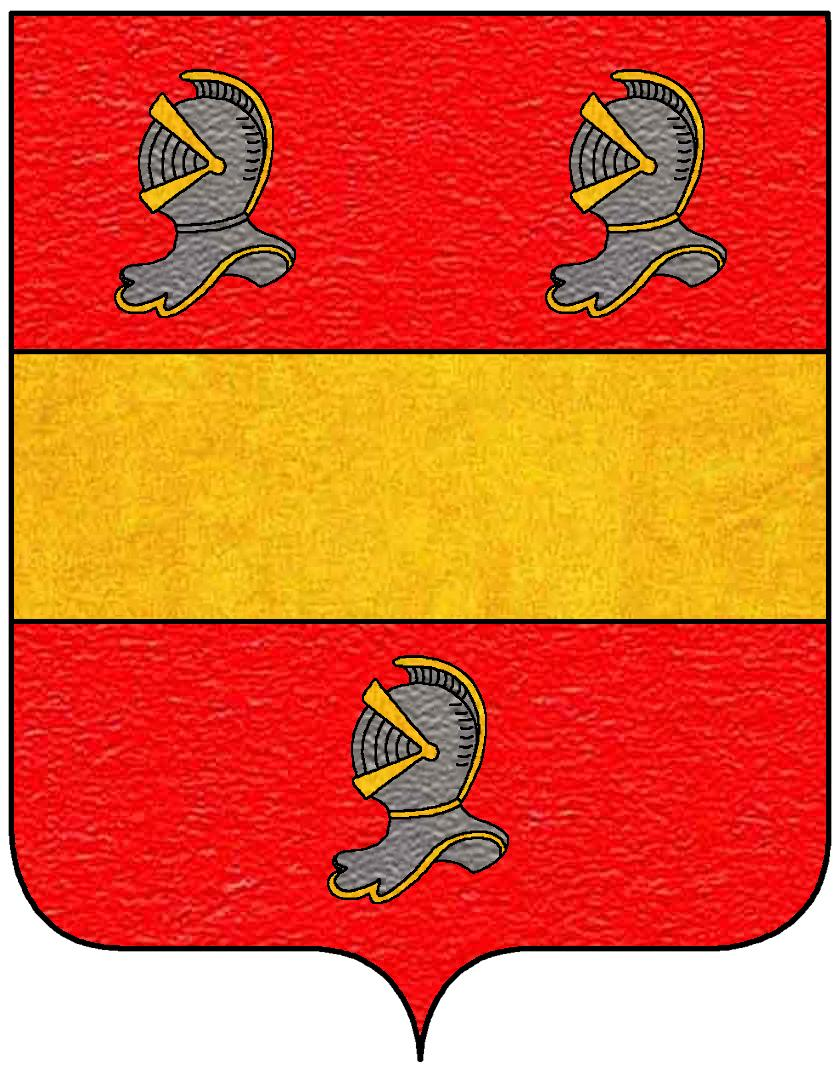
Stemma della famiglia Barni, conti di Roncadello

Roncadello era una località agricola di antica origine, in quanto sappiamo che già in epoca romana costituiva un miglio, il XX, lungo l'antica Via Regina che collegava Cremona a Milano. A questo stesso periodo è con tutta probabilità ascrivibile anche la necropoli ad incinerazione ritrovata in località "Bosco Streppo" nel 1910, di cui alcune sepolture sono addirittura precedenti, e risalenti cioè al periodo golasecchiano.
Il primo documento attestante l'uso del nome Roncadello risale al 1212 quando la località viene indicata col nome di Runcullo.
Da sempre parte del Contado di Lodi, nella seconda metà del XVIII secolo Roncadello appartenne per brevi periodi alla pieve milanese di Gera d'Adda (1757-86 e 1791-97) e dal 1647 sino alla fine dell'era feudale, divenne proprietà diretta dei conti Barni di Lodi.
In età napoleonica (1810) Roncadello coi suoi 327 abitanti divenne frazione di Dovera. Con la costituzione del Regno Lombardo-Veneto (1815) recuperò lo status di comune autonomo, inserito nel distretto di Pandino della provincia di Lodi e Crema, e nel 1853 registrò 403 residenti. Alla sua guida vi era la famiglia di conti Barni, che risiedeva a Lodi nel Palazzo Barni e possedeva una dimora di campagna, la settecentesca Villa Barni, sita proprio a Roncadello.
All'unità d'Italia (1861) il comune di Roncadello, che contava 432 abitanti, fu inserito nel circondario di Crema della provincia di Cremona. Nel 1864 assunse il nome ufficiale di Roncadello d'Adda, per distinguersi da altre località omonime. Nel 1868 il comune di Roncadello d'Adda fu aggregato definitivamente a Dovera.
Dagli anni settanta del XX secolo, a causa dell'espansione edilizia, i due centri abitati sono ormai saldati fra loro.

## Monumenti e luoghi d'interesse

### Architetture religiose

#### Chiesa parrocchiale di Santa Maria Assunta
La chiesa parrocchiale di Santa Maria Assunta è un edificio religioso, ricostruzione settecentesca dell'antica chiesa pievana. Nel 1784 il conte Giuseppe Maria Barni vi fece erigere la cappella di San Giuseppe, di patronato della sua famiglia. Di notevole interesse è l'intervento pittorico di due artisti di fama: Carlo Innocenzo Carloni e Giuseppe Coduri. Il primo dipinge la pala con Ii transito di San Giuseppe e il secondo la cornice ad affresco che finge architetture fantastiche squisitamente rococò. 

### Architetture civili

#### Villa Barni

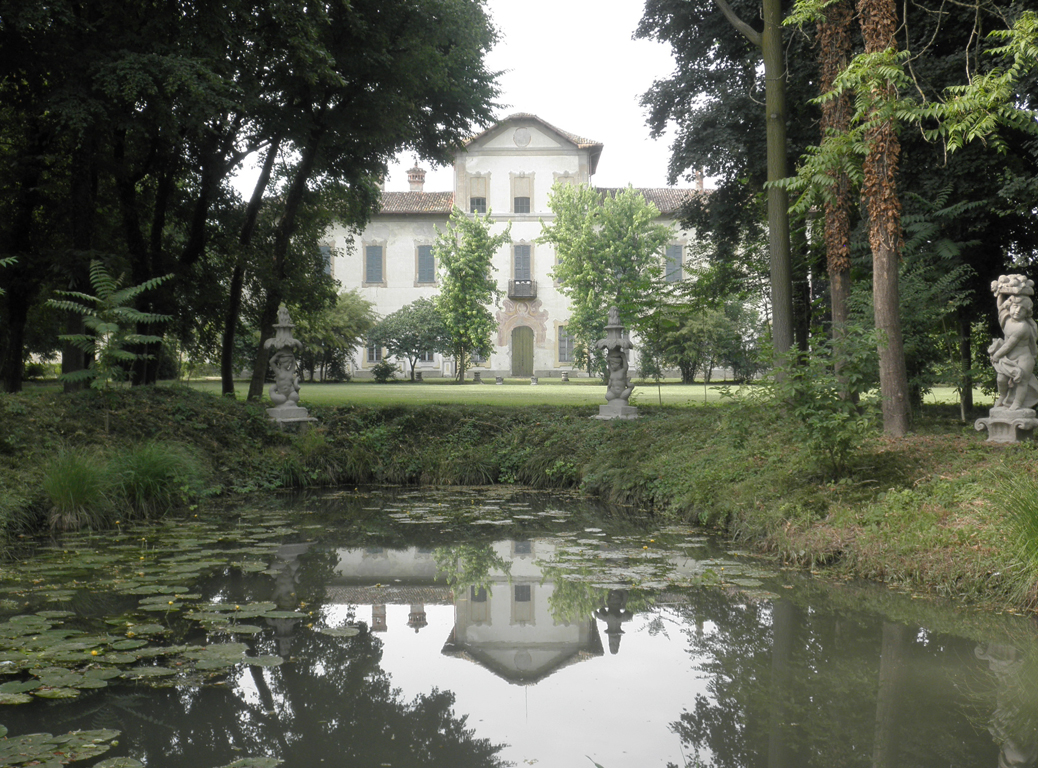
Villa Barni di Roncadello, la facciata verso il parco

Villa Barni è una villa gentilizia risalente al XVII secolo, ovvero nel periodo in cui i feudatari di Roncadello erano i conti Barni che qui fecero erigere la loro residenza di campagna grazie ad un accordo di compartecipazione delle spese tra parenti che si associarono per costruire l'edificio.
La villa sembrerebbe disporre di un nucleo più antico e di una porzione eretta successivamente, il tutto ad ogni modo reso omogeneo dalla ricostruzione settecentesca. All'interno si trovano sale affrescate con impronta classicistica e temi dedicati alla mitologia greca e romana come il ratto di Proserpina, la caduta dei giganti, la liberazione di Andromeda. Rilevanti sono anche i mosaici dei pavimenti, contraddistinti da fantasie geometriche alternate allo stemma della famiglia Barni. 
La villa è circondata da uno splendido parco all'inglese arricchito da statue e da una ghiacciaia in forma di grotta.